# María Lapiedra
Maria Pasqual i García, també coneguda pel nom artístic de María Lapiedra, (Mollerussa, Pla d'Urgell, 19 de juliol de 1984) és una ex actriu porno, model i escriptora catalana.
Llicenciada en filologia catalana amb matrícula d'honor, va assolir la fama gràcies a les seves aparicions als programes del cor DEC (Antena 3) i, més tard a Sálvame (Telecinco), Des de 2009 s'ha dedicat a l'emprenedoria de projectes relacionats amb l'erotisme: llibres, pel·lícules, pàgines web de shows eròtics, i un videoblog a YouTube.
Va estar casada amb el director de cinema Ramiro Lapiedra entre 2007 i 2008, qui la va introduir en el porno i del qual en va prendre el nom artístic. Posteriorment en 2014 es va casar amb Mark Hamilton, de qui es divorcià en 2018 i amb qui ha tingut dues filles.
En 2018 va participar en el reality Supervivientes, i en 2019 va participar en el reality Sálvame Okupa.

## Llibres
- Follar te vuelve loco (Crealite, 2010) ISBN 9788493754273
- Independencia sexual: l'art català de la seducció (Duxelm, 2011) ISBN 9788493841454
- Mi mundo de plástico. Confesiones de una actriz erótica (Lectio, 2013) ISBN 9788415088646[8]
- (amb Alfonso Cordal) Tamara y Alfonso (CreateSpace Independent Publishing Platform, 2013) ISBN 978-1494312329